# جيك آدم يورك
جيك آدم يورك (بالإنجليزية: Jake Adam York)‏ هو شاعر أمريكي، ولد في 10 أغسطس 1972 في ويست بالم بيتش في الولايات المتحدة، وتوفي في 16 ديسمبر 2012 في دنفر في الولايات المتحدة بسبب سكتة.

## وصلات خارجية
- الموقع الرسمي